# Van Kretschmar

Van Kretschmar (ook: Van Kretschmar van Veen) is een geslacht waarvan leden sinds 1814 tot de Nederlandse adel behoren.

## Geschiedenis
De stamreeks begint met de lutherse predikant Michaël Kretschmar die in 1589 of 1590 overleed. Drie zonen van hem werden in 1607 door keizer Rudolf II in de erfelijke, Boheemse adelstand verheven. Bij Souverein Besluit van 28 augustus 1814 werd een lid van het geslacht benoemd in de ridderschap van Noord-Brabant. In 1826 werden twee broers van hem ingelijfd in de Nederlandse adel.
In 1748 trouwde de vader van deze drie broers, luitenant-generaal Jacob van Kretschmar (1721-1792) met Alida Vlaerdingerwout, vrouwe van Veen, Wijk en Aalburg (1728-1807); hijzelf werd heer van deze heerlijkheden in 1763 die ook na hem in de familie bleven. Enkele nakomelingen verkregen daarna de geslachtsnaam Van Kretschmar van Veen.
Op 18 maart 2019 maakte het Mauritshuis bekend dat jhr. Frits van Kretschmar (1919-2019) een jaar eerder een pastelportret door Jean-Baptiste Perronneau van diens voorvader Jacob van Kretschmar (1721-1792) aan het museum had geschonken.
In 1997 waren er nog negen mannelijke telgen in leven, van wie de meesten in het buitenland verblijvend, de laatste geboren in Sydney in 1987.

## Enkele telgen

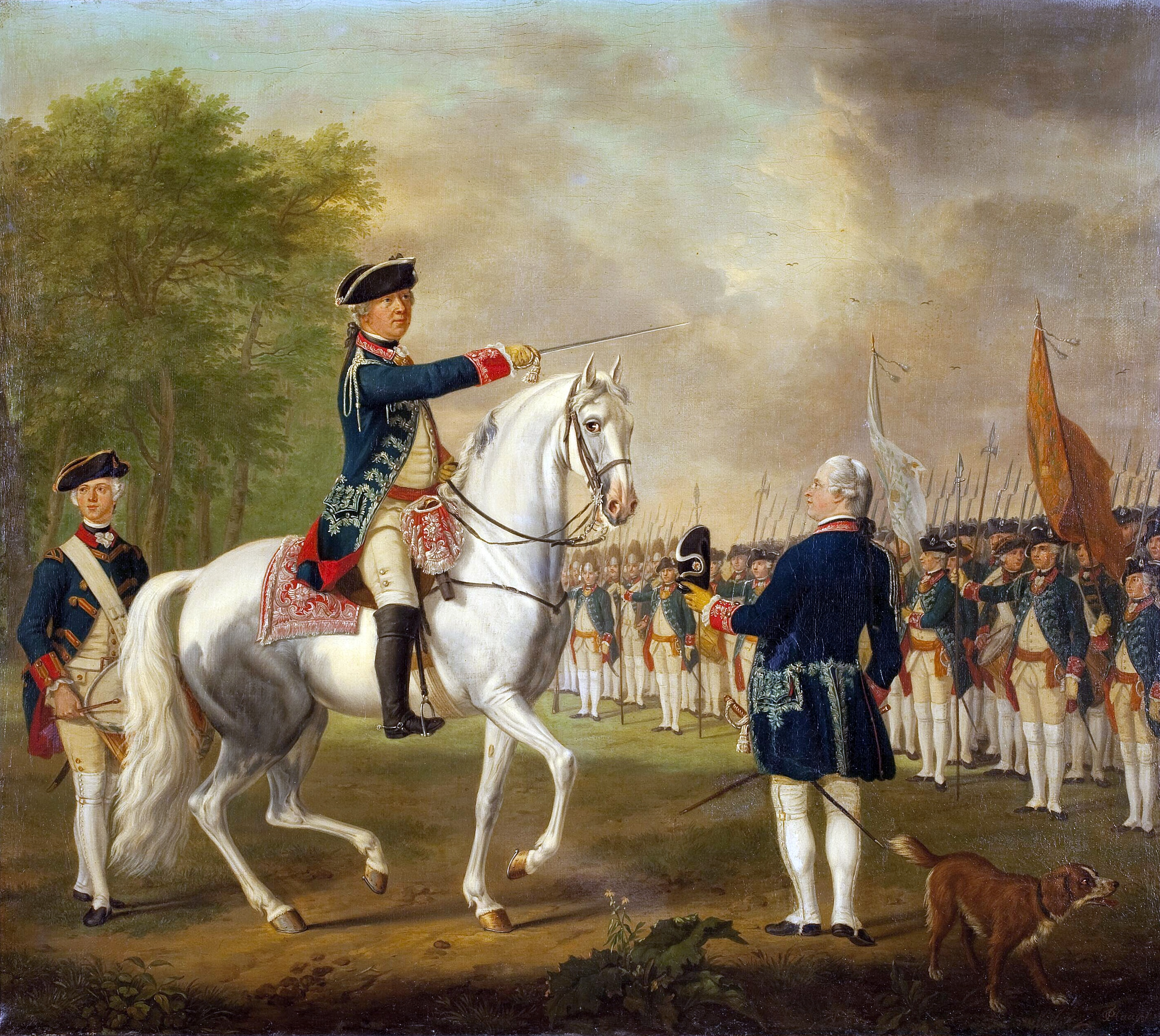
Jacob van Kretschmar te paard als kolonel-commandant der Hollandse Gardes te voet, dit regiment inspecterende, hem gepresenteerd door zijn zoon Constantijn van Kretschmar, op de voorgrond rechts. Geschilderd door Tethart Haag (1778)

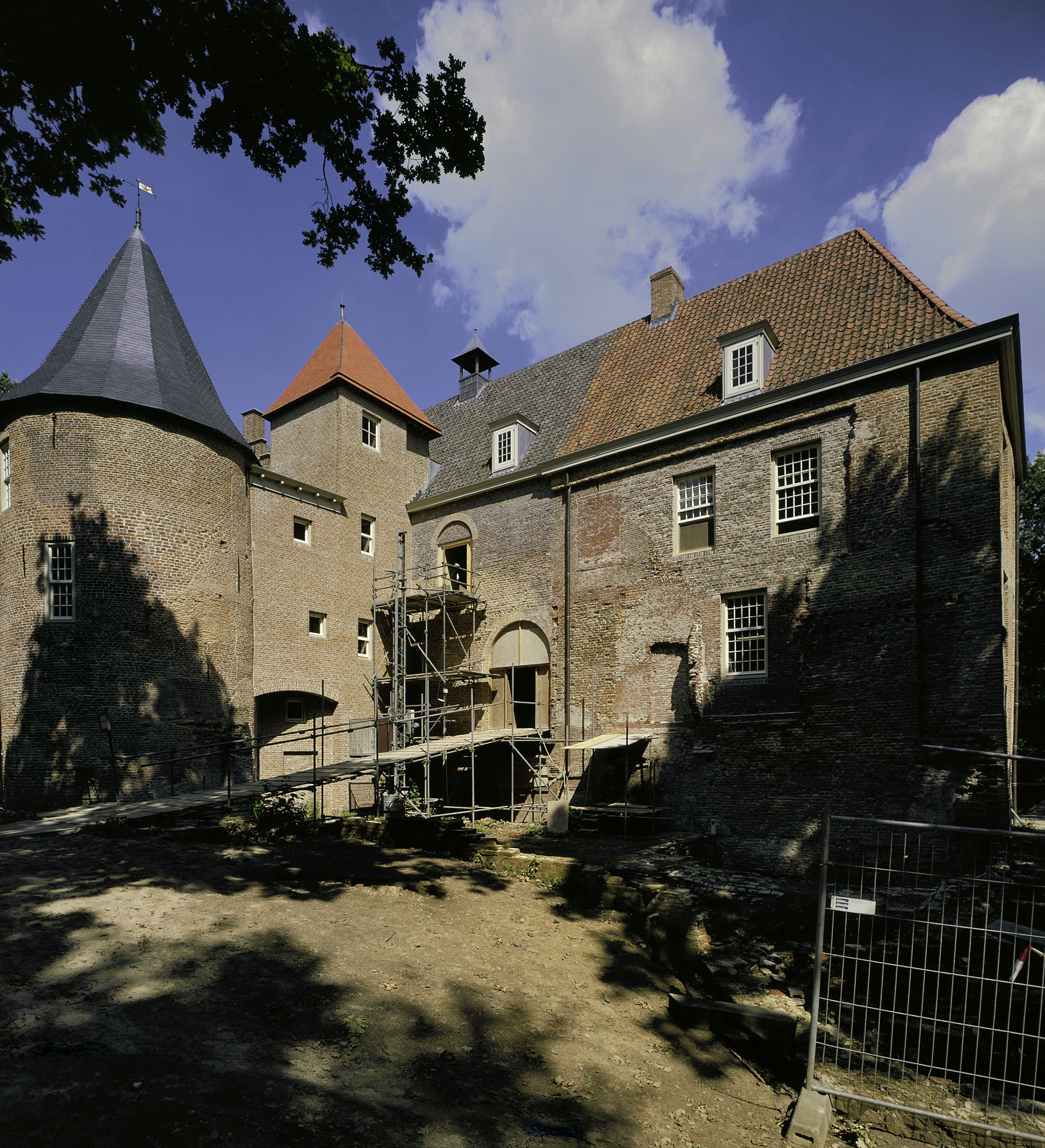
Kasteel Nederhemert

Johann Christian von Kretschmar und Flamischdorf (1659-1693), kapitein in Statendienst, kolonel-commandant Hollandse gardes, gesneuveld in de Slag bij Neerwinden
- Louis Adriaan van Kretschmar (1679-1750), kolonel-commandant Hollandse gardes, luitenant-generaal infanterie
  - Jacob van Kretschmar, heer van Veen, Wijk en Aalburg (1721-1792), gouverneur van Heusden, kolonel-commandant Hollandse gardes, luitenant-generaal infanterie; trouwde in 1748 met Charlotte Alida Vlaerdingerwout, vrouwe van Veen, Wijk en Aalburg (1728-1807), dochter van mr. Maerten Vlaerdingerwout, heer van Veen, Wijk, Aalburg, Genderen, Doveren, Hille en Dirxland, waardoor de heerlijkheden overgingen naar het geslacht Van Kretschmar
    - Constantijn van Kretschmar, heer van Wijk en Aalburg (1757-1807), luitenant-kolonel Hollandse gardes, generaal-majoor infanterie
      - Jhr. Willem Gerrit van Kretschmar, heer van Wijk en Aalburg (1786-1868), luitenant-kolonel cavalerie
      - Jhr. Jacob Adriaan van Kretschmar, heer van Veen (1797-1875), 2e luitenant infanterie, lid Provinciale Staten van Gelderland
        - Jhr. Constant Leopold Charles van Kretschmar (1826-1874)
          - Jhr. ir. Jacob Adriaan van Kretschmar, heer van Veen, Wijk en Aalburg (1857-1931), directeur Nederlandse Spoorwegen
            - Jhr. ir. Constantija LeopoId Carel van Kretschmar, heer van Veen (1891-1967), directeur Hollandsche Aanneming Mij. N.V
              - Jhr. Jacob Adriaan van Kretschmar van Veen, heer van Veen (1917-1993), journalist
              - Jhr. Frederik Gerhard Lodewijk Oswald van Kretschmar van Veen (1919-2019), directeur Iconografisch Bureau en sinds 1993 chef de famille
              - Jhr. Nicolaas Ferdinand van Kretschmar van Veen (1921-2009), onderdirecteur onderneming
                - Jhr. ir. Constantijn Leopold Carel (Constant) van Kretschmar van Veen, heer van Veen (1954), manager AKZO, sinds 2019 chef de famille

            - Jhr. mr. Hugo Laurens Adriaan van Kretschmar van Veen, heer van Wijk (1898-1970), directeur N.V. Stoomvaart Mij. Nederland
              - Jhr. Constantijn Leopold Carel van Kretschmar, heer van Wijk (1925-2009), directeur Royal Interocean Lines

            - Jhr. ir. Hendrik Joan van Kretschmar van Veen, heer van Aalburg (1903-1991), landbouwattaché te Washington

          - Jkvr. Anne Maurice Adríenne van Kretschmar, vrouwe van Nederhemert (1861-1920); trouwde in 1896 met Ernst Willem baron van Wassenaer, heer van Nederhemert (1863-1954), lid Provinciale Staten van Gelderland, waarna Nederhemert overging naar het geslacht Van Wassenaer

        - Jkvr. Elisabeth Anna Gerhardina van Kretschmar, vrouwe van Nederhemert (1830-1910); trouwde in 1851 met Anne Jan Herman Maurits Adriaan baron van Nagell, heer van Nederhemert (1820-1880), burgemeester, zoon van Otteline Frederica Louise gravin Bentinck, vrouwe van Nederhemert (1793-1868), op haar beurt dochter van Otteline Frédérique Louise van Lynden van Reede, vrouwe van Nederhemert, enz.

    - Jhr. Jacob Charles van Kretschmar, heer van Veen (1764-1834), lid Provinciale Staten van Noord-Brabant, burgemeester van ‘s-Gravenhage